# Wakachichibu Komei
Wakachichibu Komei (若秩父 高明), vrai nom Komei Kato (加藤 高明) (16 mars 1939 – 17 septembre 2014) était un lutteur de sumo de Chichibu, Saitama, Japon.  Il fait ses débuts professionnels en mai 1954 et a atteint la première division en septembre 1958.  Son rang le plus élevé était sekiwake.  À sa retraite de la compétition active, il est devenu un aîné dans l'Association japonaise de sumo, sous le nom Tokiwayama.  Il a atteint l'âge de retraite obligatoire de l'Association sumo en mars 2004.